# Mistrzostwa Świata w Narciarstwie Dowolnym i Snowboardingu 2021 – half-pipe kobiet (narciarstwo dowolne)
Rywalizacja kobiet w narciarskim half-pipe'ie podczas mistrzostw świata w Aspen została rozegrana na obiekcie o nazwie Buttermilk Halfpipe. Kwalifikacje rozegrano 10 marca o 9:55, z kolei finały 12 marca o 13:00. Złoty medal wywalczyła Chinka Eileen Gu, która pokonała drugą Rachael Karker oraz trzecią Zoe Atkin.

## Kwalifikacje
| Miejsce | Bib | Kolejność startu | Zawodniczka        | Kraj                          | Przejazd 1 | Przejazd 2 | Wynik | Uwagi |
| ------- | --- | ---------------- | ------------------ | ----------------------------- | ---------- | ---------- | ----- | ----- |
| 1.      | 3   | 4                | Rachael Karker     | Kanada                        | 93,00      | 94,25      | 94,25 | Q     |
| 2.      | 5   | 5                | Zoe Atkin          | Wielka Brytania               | 86,00      | 87,75      | 87,75 | Q     |
| 3.      | 1   | 8                | Walerija Diemidowa | Rosyjska Federacja Narciarska | 82,50      | 85,50      | 85,50 | Q     |
| 4.      | 6   | 10               | Brita Sigourney    | Stany Zjednoczone             | 84,00      | 82,00      | 84,00 | Q     |
| 5.      | 11  | 7                | Hanna Faulhaber    | Stany Zjednoczone             | 75,25      | 81,25      | 81,25 | Q     |
| 6.      | 8   | 3                | Devin Logan        | Stany Zjednoczone             | 80,25      | 7,25       | 80,25 | Q     |
| 7.      | 2   | 6                | Eileen Gu          | Chiny                         | 77,00      | 53,75      | 77,00 | Q     |
| 8.      | 10  | 2                | Saori Suzuki       | Japonia                       | 73,75      | 74,25      | 74,25 | Q     |
| 9.      | 13  | 15               | Amy Fraser         | Kanada                        | 69,50      | 24,75      | 69,50 |       |
| 10.     | 12  | 14               | Svea Irving        | Stany Zjednoczone             | 63,50      | 67,75      | 67,75 |       |
| 11.     | 9   | 1                | Sabrina Cakmakli   | Niemcy                        | 67,25      | 5,50       | 67,25 |       |
| 12.     | 7   | 9                | Jang Yu-jin        | Korea Południowa              | 6,00       | 59,00      | 59,00 |       |
| 13.     | 48  | 11               | Constance Brogden  | Wielka Brytania               | 58,25      | 12,25      | 58,25 |       |
| 14.     | 14  | 12               | Chloe McMillan     | Nowa Zelandia                 | 44,00      | 43,50      | 44,00 |       |
| 15.     | 16  | 13               | Anja Barugh        | Nowa Zelandia                 | 38,75      | 37,25      | 38,75 |       |

## Finał
| Miejsce | Bib | Kolejność startu | Zawodniczka        | Kraj                          | Przejazd 1 | Przejazd 2 | Przejazd 3 | Wynik |
| ------- | --- | ---------------- | ------------------ | ----------------------------- | ---------- | ---------- | ---------- | ----- |
| 01 !    | 2   | 2                | Eileen Gu          | Chiny                         | 93,00      | 92,50      | 89,00      | 93,00 |
| 02 !    | 3   | 8                | Rachael Karker     | Kanada                        | 8,50       | 87,25      | 91,75      | 91,75 |
| 03 !    | 5   | 7                | Zoe Atkin          | Wielka Brytania               | 72,50      | 89,00      | 90,50      | 90,50 |
| 4.      | 11  | 4                | Hanna Faulhaber    | Stany Zjednoczone             | 82,50      | 84,25      | 86,75      | 86,75 |
| 5.      | 6   | 5                | Brita Sigourney    | Stany Zjednoczone             | 86,25      | 18,50      | 51,75      | 86,25 |
| 6.      | 8   | 3                | Devin Logan        | Stany Zjednoczone             | 79,00      | 79,25      | 78,00      | 79,25 |
| 7.      | 1   | 6                | Walerija Diemidowa | Rosyjska Federacja Narciarska | 75,00      | 42,75      | 15,00      | 75,00 |
| 8.      | 10  | 1                | Saori Suzuki       | Japonia                       | 70,25      | 13,00      | 73,00      | 73,00 |